# جغرافیای خورشیدی سالانه
جغرافیای خورشیدی سالانه، گرمایش غیرفعال خورشیدی را حتی در مناطق سرد و معتدل و مه آلود شمال نیز قابل استفاده می‌کند. این سیستم از زمین زیر یا اطراف ساختمان به عنوان یک توده گرمایی برای گرم و سرد کردن ساختمان استفاده می‌کند. پس از یک تأخیر حرارتی هدایتیِ طراحی شدهٔ شش‌ماهه، گرمای ذخیره شده به فضاهای مسکونی باز می‌گردد یا از آن‌ها خارج می‌شود. در آب و هوای گرم، قرار دادن کلکتور به سمت آسمان بسیار سردِ شب در زمستان، می‌تواند ساختمان را در تابستان خنک کند.
تأخیر حرارتی شش‌ماهه بوسیله حدود سه متر (ده پا) خاک، فراهم شده است. یک دامنهٔ خاکی عایق با عرض شش متر (۰۲ فوت) در اطراف ساختمان، باران و برف ذوب شده در خاک را جمع‌آوری کرده و نگه می‌دارد، که معمولاً در زیر ساختمان قرار دارد. خاک، گرما و سرما را از طریق کف یا دیوار می‌تاباند. یک سیفون حرارتی، گرما را بین خاک و کلکتور خورشیدی انتقال می‌دهد. کلکتور خورشیدی، ممکن است یک محفظه ساخته شده با ورق فلز در سقف یا یک جعبه مسطح گسترده در کنار یک ساختمان یا تپه باشد. سیفون‌ها ممکن است از لوله‌های پلاستیکی ساخته شده باشند و حامل جریان هوا می‌باشند. استفاده از هوا مانع نشت آب و خوردگی ناشی از آب می‌شود. لوله‌های پلاستیکی، مانند لوله‌های فلزی در زمین مرطوب پوسیده نمی‌شوند.
سیستم‌های گرمایش AGS معمولاً شامل موارد زیر است:
- عایق خیلی خوب، مقرون به صرفه در انرژی، فضای زندگی سازگار با محیط زیست.
- حرارت به دام افتاده در ماه‌های تابستان در یک سقف کاذب یا اتاق زیر شیروانی گرم شده توسط خورشید، یک

فضای خورشیدی یا گلخانه‌ای، یا زمینی، صفحات تخت، سیفون جمع‌آوری کننده حرارت، یا دیگر دستگاه‌های
جمع‌آوری حرارت خورشیدی.
- حرارت منتقل شده از منبع جمع‌آوری کننده گرما به سمت توده زمین در پایین فضای زندگی) برای ذخیره‌سازی (این توده که توسط یک سطح زیرین " cape " و یا" umbrella " احاطه شده است، عایق حرارتی خوبی می‌باشد و همچنین سدیست در مقابل نفوذ رطوبت از طریق آن توده ذخیره‌سازی حرارت.
- یک کف با چگالی بالا که خواص حرارتی آن طوری طراحی شده که گرما را دوباره به فضای زندگی باز گرداند، اما

تنها پس از تأخیر زمانی تنظیم شده توسط عایق مناسب.
- یک سیستم کنترل کننده که در فصول گرم با تجمع هوای گرم در نواحی کلکتورها، پنکه‌ها و تعدیل کننده‌ها را فعال می‌کند، یا گرما را در ناحیهٔ ذخیره‌سازی بوسیله همرفتِ غیرفعال، جا به جا می‌کند (اغلب با استفاده از یک دودکش خورشیدی یا تعدیل کننده حرارتی فعال)

معمولاً چندین سال طول می‌کشد تا توده زمین، به‌طور کامل از دمای موضعی در عمق خاک گرم شود و به دمای مطلوبی
برسد که در آن ۰۲۲ درصد نیازهای گرمایشی فضای زندگی در زمستان را فراهم کند. (بسته به منطقه و جهت گیری سایت متفاوت است). این فناوری همچنان با طیف وسیعی از تنوع، به تکامل خود ادامه می‌دهد، (مانند دستگاه‌های بازگشت فعال). جایی که در آن این نوآوری اغلب مورد بحث قرار گرفته است، «معماری ارگانیک» در سایت یاهو است.
این سیستم تقریباً به طور انحصاری در شمال اروپا مستقر شده است. یک سیستم نیز در «دریک فرود» در شمال آمریکا ساخته شده است.